# Ludmila Guzun
Ludmila Guzun (26 juin 1961 - 16 avril 2021) est une femme politique moldave, députée du Parlement moldave pour le district d'Ungheni.

## Député au Parlement
Elle est élue au Parlement moldave le 24 février 2019, en tant que représentante du Parti démocrate de Moldavie.

## Décès
Le 7 avril 2021, elle est testée positive à la COVID-19 et est hospitalisée en soins intensifs. Elle décède des suites de complications liées à cette maladie à 03h00 le 16 avril 2021.